# 艾多吉·库尔巴诺夫
艾多吉·库尔巴诺夫（1976年—），土库曼考古学家和历史学家，其主要研究领域是史前和古代晚期的中亚。
库尔巴诺夫在德国柏林自由大学获得了博士学位。之后成为德国考古研究院的“格尔达·亨克尔访问研究员”。库尔巴诺夫后来在土库曼斯坦科学院考古与民族学研究所从事历史学领域的博士后研究，以“萨珊帝国的东部边疆：土库曼斯坦南部的案例研究”为研究项目。
他曾担任该研究所考古学部主任。他还曾在柏林德国考古研究院的欧亚部门工作。2007年1月至2007年4月，参与富布赖特计划研究项目“四至六世纪嚈哒（白匈奴）的国家构建”。在国家地理的资助下，他在土库曼斯坦领导了两个研究项目，即“定义萨珊帝国的东部边界——古代阿比维德和梅尔夫地区的调查（2014年7月1日至2015年6月30 日）”和“探索中亚新石器时代到铜石时代的过渡——达什利-德佩的发掘。（2018年3月1日至2019年2月28日）”。